# Canal du crédit
Le canal du crédit est un des canaux de transmission par lesquels une politique monétaire se répercute dans l'économie réelle. Le canal du crédit est tel qu'un changement des taux d'intérêt décidé par la banque centrale modifie les conditions de l'offre de crédit, c'est-à-dire la propension des banques à prêter de l'argent. 
Le canal du crédit se distingue du canal du taux d'intérêt par le fait que ce dernier affecte la demande de crédit par le biais d'une baisse du coût d'obtention du crédit en cas de baisse des taux. Le canal du crédit, lui, affecte le coût de financement des banques auprès de la banque centrale, et donc modifie l'inclination que la banque a à prêter.

## Concept
Les banques centrales disposent du levier des taux directeurs. Ces taux se répercutent sur les taux d'intérêt que les banques pratiquent envers leurs clients. Lorsque la banque centrale augmente ses taux directeurs, cela modifie le coût de financement des banques, car les banques se financent ou bien directement auprès de leur banque centrale, ou bien sur le marché interbancaire dont les taux répercutent les taux directeurs. Si la banque centrale baisse les taux directeurs, elle améliore donc les conditions de financement des banques, qui tendent alors à augmenter leur offre de crédit.
Une augmentation des taux directeurs, toutefois, a tendance à ne pas conduire seulement à une augmentation des taux d'intérêt pratiqués, mais à un resserrement du crédit. Les banques sont confrontées à des asymétries d'information sur la qualité et la rentabilité des projets qui leur sont proposés ; le coût d'étude de chaque projet étant trop élevé, les banques vont avoir tendance à augmenter les taux d'intérêt de manière indiscriminée (ce qui décourage les meilleurs projets, là où les moins bons sont prêts à payer un prix plus élevé car le risque est plus élevé). Les banques peuvent décider, de peur de prendre trop de risque, de rationner le crédit.

## Effets

### Effet d'accroissement de l'offre de crédit
Une expansion monétaire de la part de la banque centrale conduit à une augmentation des réserves des banques et des dépôts, et donc de la capacité à octroyer du crédit. Cela augmente l'investissement et donc la croissance.

### Effet de bilan
Le canal du crédit affecte l'octroi de crédit d'une manière indirecte, par le biais de la revalorisation du bilan des entreprises. Une politique monétaire expansionniste augmente le prix des actifs financiers (voir le Canal du prix des actifs), ce qui augmente la valorisation des entreprises et donc une hausse de leur investissement. Mais cela permet aussi d'augmenter la crédibilité de l'entreprise auprès des banques, qui seront plus enclines à octroyer des prêts. Aussi, la hausse de la valeur de l'entreprise augmente la valeur des collatéraux que l'entreprise peut garantir à la banque en cas de défaut de paiement.

## Débats et critiques
L'efficacité du canal du crédit est aujourd'hui en partie remise en question du fait de l'évolution du rôle et de l'importance des banques dans le financement de l'économie. La transition d'une économie d'endettement vers une économie financiaire a conduit à une réduction du rôle du financement bancaire des entreprises et à une augmentation du rôle du financement auprès des marchés financiers. La désintermédiation réduit ainsi l'importance du canal du crédit.
Une étude empirique de Jean Boivin, Michael T. Kiley et Frederic Mishkin montre, en 1995, que le canal du crédit réagit plus lentement et moins fortement aux changements de politique monétaire depuis le début des années 1980, ce qui tend à confirmer son rôle secondaire aujourd'hui. Toutefois, dans une étude de 1994, Mark Gertler et Simon Gilchrist montrent que le canal du crédit demeure important car les petites et moyennes entreprises se financent plus souvent auprès des banques qu'auprès des marchés financiers.